# San Miguel Tetillas
San Miguel Tetillas är en ort i Mexiko.   Den ligger i kommunen Zimapán och delstaten Hidalgo, i den sydöstra delen av landet, 130 km norr om huvudstaden Mexico City. San Miguel Tetillas ligger 2 116 meter över havet och antalet invånare är 131.
Terrängen runt San Miguel Tetillas är huvudsakligen kuperad, men norrut är den bergig. Runt San Miguel Tetillas är det ganska tätbefolkat, med 60 invånare per kvadratkilometer. Närmaste större samhälle är Ixmiquilpan, 17,6 km sydost om San Miguel Tetillas. Trakten runt San Miguel Tetillas består i huvudsak av gräsmarker.